# Клыжово (Сокольский район)
Клыжово — деревня в Сокольском районе Вологодской области.
Входит в состав Архангельского сельского поселения, с точки зрения административно-территориального деления — в Архангельский сельсовет.
Расстояние по автодороге до районного центра Сокола — 17 км, до центра муниципального образования Архангельского — 2 км. Ближайшие населённые пункты — Калиново, Шачино, Починок.
По данным переписи в 2002 году постоянного населения не было.